# Corgatha laginia
Corgatha laginia är en fjärilsart som beskrevs av M.Gaede 1916. Corgatha laginia ingår i släktet Corgatha och familjen nattflyn. Inga underarter finns listade i Catalogue of Life.